# パパのお弁当は世界一

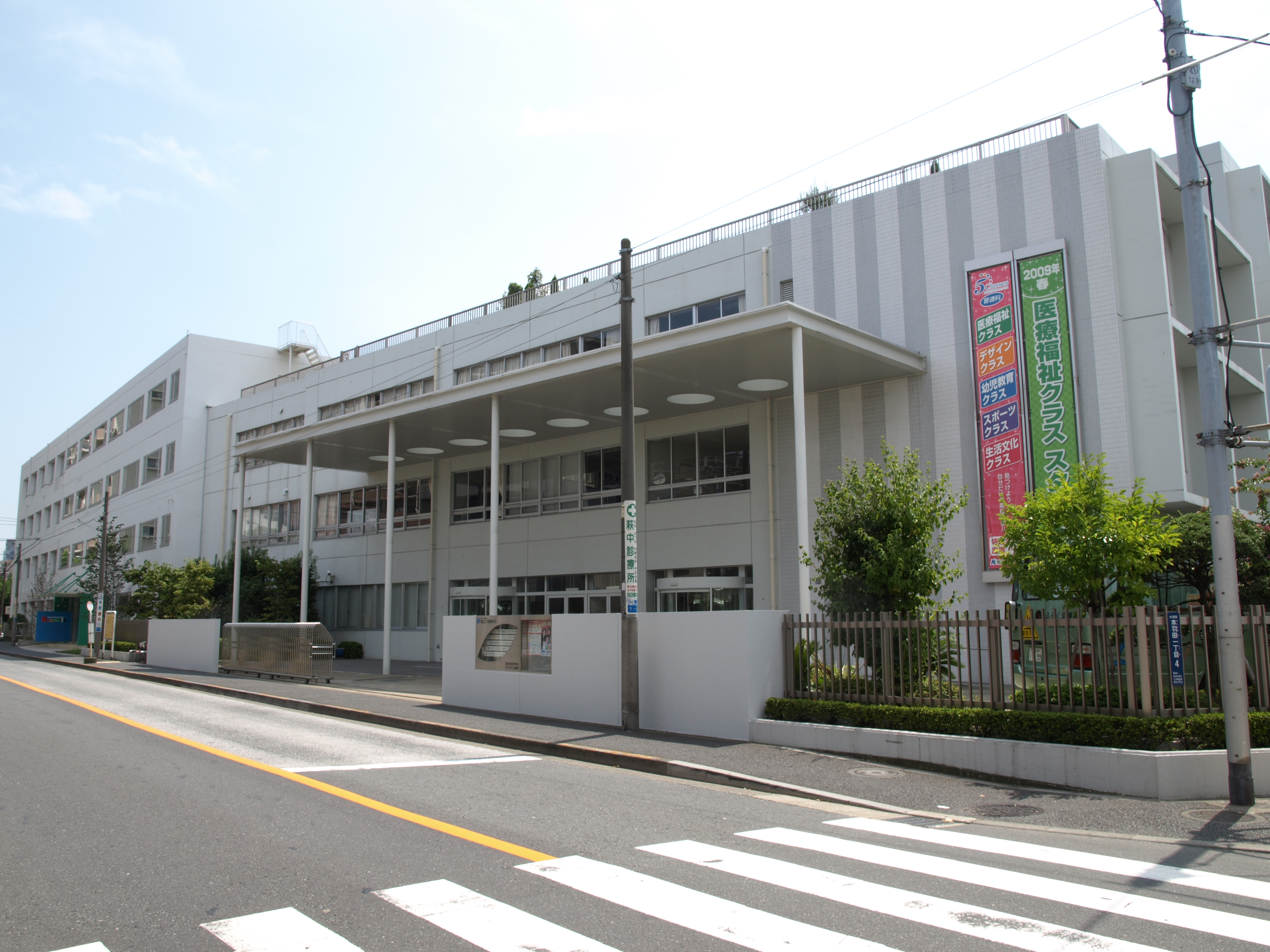
作中の学校生活の撮影に用いられた蒲田女子高等学校

『パパのお弁当は世界一』（パパのおべんとうはせかいいち）は、2017年（平成29年）公開の日本映画。高校生の娘のために弁当を毎日作り続けた父親と、それを毎日食べた娘の高校生活3年間の実話を元にしたドラマ映画であり、娘がTwitterで投稿したこのエピソードが大きな話題となったことで映画化された。父親役の渡辺俊美（TOKYO No.1 SOUL SET）、娘役の武田玲奈によるダブル主演。渡辺は本作品が俳優デビューにして映画初主演となる。略称は「パパ弁」。

## ストーリー
高校1年生のみどりの家では、父が離婚して父娘2人きりの生活となる。父はみどりの健康のために食事だけはしっかりしようと、みどりの学校での弁当を毎日手作りすることを決心する。しかしその弁当は、女子高生らしからぬ無骨な弁当箱で、中身の色合いも地味。さらに料理未経験の上に朝の出勤準備で慌しい父が作る弁当は、黒焦げの卵焼き、味のしない野菜など、肝心の料理も失敗続き。みどりは残さず食べながらも、不満を連発する。挙句に父はみどりが好きだからと、弁当に刺身を入れ、昼時に腐って教室中に悪臭が広まり、みどりから大顰蹙を買ってしまう。
父は会社の同僚女性の助言を得て、料理と弁当作りを猛勉強し、外見も女子高生らしい可愛さを心がけるなど、弁当に工夫を凝らす。努力の甲斐あって、父の弁当はみどりに好評を得、料理の腕も次第に上達してゆく。高校生活、父娘の些細な衝突、みどりの恋、そして失恋といったエピソードが続く。父は、夏の暑い日も、自分が風邪で熱を出した日も、みどりの弁当を毎日作り続ける。時にはふりかけの袋にさりげないメッセージを書き、失恋に泣くみどりを励ましたり、勉強を応援したりと、弁当は父娘の心を繋ぐかけがえのないものとなってゆく。
みどりの高校卒業が近づき、最後の弁当の日。みどりが弁当を開くと、そこには父が初めて作った弁当の写真と、弁当を食べ続けてくれた娘への感謝を綴った手紙が添えられている。みどりは涙を流しつつ、弁当を食べる。その夜、みどりの食べ終えた弁当箱を父が開くと、みどりからの手紙があり、父への感謝、3年間の労い、「パパのお弁当は世界一」の言葉が綴られている。父も涙を流しつつ、それを読む。
新生活を迎え、みどりは大学へ進学し、初めて父のために弁当を作る。父は仕事先の昼休みに弁当を開くと、ふりかけには父の仕事を応援するメッセージが書かれている。父が愛娘の応援に応えつつ弁当に舌鼓を打ち、物語は終わる。

## キャスト
- お父さん: 渡辺俊美
- みどり: 武田玲奈
- ユウジ: 清原翔 - みどりの恋人
- 同僚: 田中光 - お父さんの同僚
- シホ: 染野有来 - みどりの級友
- くるみ: 熊谷江里子 - みどりの級友
- 同僚: 荻野みかん - お父さんの同僚

## スタッフ
- 監督：フカツマサカズ
- 脚本：大野敏嗣
- 音楽：石崎光
- 撮影：OKOZYO
- 照明：白石弘志
- 録音：水本大介、國分玲、西垣太郎
- 美術：佐々木伸夫
- 製作：「パパのお弁当は世界一」製作委員会
- 配給：ポニーキャニオン

## 製作
本映画の原案は、東京都の蒲田女子高等学校の生徒であった女性・大津みどりが、高校生活中に父に作ってもらった弁当についてTwitterに投稿したエピソードである。父の大津時一は、娘が中学2年生のとき離婚し、娘との食卓に冷凍食品ばかり出したところ、みどりは栄養失調になってしまった。そこで時一は、みどりの高校入学とともに弁当作りを決意。やがて料理を猛勉強し、見事な弁当を作るようになり、3年間弁当を作り続けた。そして2016年12月、高校生活最後の弁当の日に、みどりが父への感謝をTwitterで投稿したところ、8万人がリツイートし、26万人が「いいね」をするなど、大きな反響を呼んだ。ニュースサイトなどインターネットでも多く取り上げられ、『直撃LIVE グッディ!』（フジテレビ）、『いただきハイジャンプ』（同）、『Oha!4 NEWS LIVE』（日本テレビ）、『白熱ライブ ビビット』（TBS）、『あさチャン!』（同）、『ニュース シブ5時』（NHK）などのテレビ番組でも取り上げられた。
一方、ポニーキャニオンでシンガーソングライター・片平里菜のシングル『なまえ』のリリースにあたり、タイアップが必要となった。本映画で企画・プロデュース担当を務めることになるポニーキャニオンの松崎崇は、「なまえ」がミドルバラードでコンセプトは家族であることから、このTwitterの話題とのタイアップを発案し、映像作家のフカツマサカズに映像化を相談することになった。フカツとは、それまでにも片平のシングルのミュージックビデオ、ライブDVDの撮影などで縁があった。
当初は、Twitter上での父娘のやり取りをドラマ化するようなもので、15分程度のショートムービーの予定だったが、松崎が次々にアイディアを出すことで、次第に尺が伸びていった。最終的に松崎は、物語をリアルに表現し、多くの人々に見てもらうため、長編映画にすることを無理を承知でフカツに依頼したところ、フカツは二つ返事で快諾した。松崎によれば、自身にとって映画製作は本作品が初めてだったが、ポニーキャニオン社内でも特に娘を持つ父親層がこの企画に強く共感し、そうした父親層が松崎を映画化へ動かすことになったという。
フカツの紹介により、ミュージックビデオのディレクターである大野敏嗣が脚本担当に指名された。大野は脚本未経験であった上に、Twitterで数行程度の物語を何ページもの脚本に落とし込むのは熟練者でも大変だろうと松崎は危惧していたが、完成した脚本を読んで松崎は見事さに驚いたという。弁当に不慣れなころの父が、弁当に生魚を入れて昼時には腐っていたという失敗談や、父がふりかけの袋に娘宛てのメッセージを書くなどの場面も、大津親子の実体験をもとにしたエピソードである。なお大野は、学校生活の場面で教師としても出演している。
その他のスタッフも、映画撮影に慣れていた者は音声くらいで、他はカメラマンなどもすべてミュージックビデオ関連からの登用で、映画未経験であった。その分、映画業界のルールに縛られるような雰囲気ではなく、むしろ撮影はやりやすかったという。
キャスティングについては、父娘のやり取りをドラマ化するような企画であったことから、弁当作りで有名なミュージシャンとして、渡辺俊美が指名された。ヒップホップバンド・TOKYO No.1 SOUL SETのメンバーである渡辺は、当初はミュージックビデオの撮影だと思ったことや、同郷の片平と親交が深かったことから、片平への応援の想いもあって出演を快諾した。後日にTwitterを見て、初めて映画主演だと知ったが、俳優未経験ながらも50歳を過ぎて新しいことに挑みたい気持ちや、1人でも多くの人に片平を知ってもらいたいという強い思いで、映画主演としての出演を決意したという。また渡辺自身、離婚後に息子の高校生活中に弁当を作り続けたことが話題となり、エッセイ『461個の弁当は、親父と息子の男の約束。』（マガジンハウス）も出版しており、そうした境遇から大津親子への共感も強かったと見られている。本作品でも見事な料理の腕を披露しており、実際にいくつかの弁当を作っている。フカツや松崎は、渡辺は本業が俳優でない分、自然体で演じている姿を素敵だと感じたという。
娘・みどり役の武田玲奈は、自身も父親と仲が良いので重なる部分もあったと語っている。渡辺は演技未経験の上、息子の父である実生活と違って娘の父役を演じることへの戸惑いもあったが、演技の上で先輩である武田のリードもあって、演じ切ることができたと語っている。みどりの彼氏役に『MEN'S NON-NO』専属モデル・俳優の清原翔、父に助言する同僚にお笑い芸人・漫画家の田中光といった、個性的な配役も注目された。
Twitterという性格上、時間が経つと話題の新鮮味が薄れてしまうこともあって、撮影は非常に速いペースで進められた。ツイートが出たのが2016年12月末で、その3日後ぐらいに映像化が発案され、2017年2月から撮影が開始された。色々な出資者がいる映画だと脚本の修正などを指摘される可能性があるが、本作品は関わる人間が少人数だったことも、撮影ペースの速さを後押しすることとなった。その分、撮影日程も厳しく、弁当作りの撮影は大抵明け方になっていたが、渡辺も本格的な演技が初めてだからこそ、楽しんで演じており、そうした時間帯の撮影を快諾していた。
作中の学校生活の撮影には、モデルとなった大津みどりが実際に通っていた蒲田女子高等学校が用いられている。同校の生徒たち多数がエキストラとして出演しており、大津みどり本人も主人公の同級生の1人として出演している。

## 封切り
当初は短編映像の予定だったために予算も限られており、劇場公開も予定されていなかったが、制作の中で周囲の応援によって劇場公開が決定し、2017年6月10日から東京都のヒューマントラストシネマ渋谷にて1週間限定で公開された。公開初日の舞台挨拶では主要キャスト陣や片平里菜に加え、大津時一・みどり親子も登場した。
渋谷での上映は日本全国から来場者が殺到し、大反響を呼んだ。このことから、映画を日本中に広めるべくクラウドファンディングが実施され、最終的に1,875,670円が集まった。そして全国展開の皮切りとして、映画の舞台となった蒲田女子高の地元近くの映画館であるキネカ大森で公開が行なわれ、次いで大阪府大阪市のテアトル梅田、愛知県名古屋市の伏見ミリオン座、愛媛県松山市のシネマサンシャイン大街道でそれぞれ1週間の限定上映が行なわれた。
2017年9月には、スペインの映画祭であるサン・セバスティアン国際映画祭の美食映画部門（キュリナリー・シネマ部門）に選定された。ポニーキャニオンの海外担当がヒューマントラストシネマ渋谷での上映を見て高く評価し、日本国外でも通用すると感じ、同社の数ある作品の一つとして世界各国の映画祭にエントリーしたものである。現地では、父が料理を失敗する場面で笑いを誘っていたほか、日本では父親が娘に嫌われていると言われていること、父親が弁当や料理をするのが珍しいことなど、日本と現地との文化の違いに興味を持つ声が多かったという。同年12月には、中国の福建省福州市で開催された第4回シルクロード国際映画祭「2017福州・日本映画週間」で上映された。

## DVDリリース・派生作品
2018年（平成30年）1月17日にDVDが発売された。オリコンデイリーDVD映画ランキングでは、同年1月16日付で4位を記録した。同2018年2月2日にDVDレンタルが開始された。

## 作品の評価
映画コメンテーターである八雲ふみねは、渡辺俊美の弁当作り、武田玲奈の娘としての演技を評価した上で、2人の弁当にまつわる交流を「時に軽妙で時にハートフル」、本作品を「心温まる愛すべき作品」と評価している。映画ライターの水上賢治は、思春期の娘と父親として「理解し合えない2人」という構図を投影したテレビドラマや映画が多い反面、本作品は父娘はつかず離れずの関係の絶妙さに不自然さが感じられないことから、「本作品はこれまでのステレオタイプの“父娘物語”のイメージを一新させる、まさにいまの時代を映した“父娘物語”といっていいかもしれない」と語っており、「最近のドラマや映画は親子で楽しめる作品が限られる。でも、本作品はお父さん、お母さんから、小中高生の子どもたちまで一緒に安心して楽しめることを最後に付け加えておきたい」とも評価している。
このほか、作中で弁当が重要な小道具として扱われていることについて、「家族の絆を改めて考えさせられる」、「学生時代に母の作った弁当を思い出した」、「弁当を作ってくれた親への感謝を感じた」、などの感想も寄せられている。
渡辺俊美によれば、試写会には大津時一・みどり親子と、片平里菜、片平のマネージャーが同席しており、上映後に4人が号泣していたといい、このことで渡辺は映画の成功を感じたという。